# Lliga islandesa de futbol
La Lliga islandesa de futbol, oficialment Besta deild karla (en català Millor Lliga Masculina) i anteriorment Úrvalsdeild Karla, és la màxima competició futbolística que es disputa a Islàndia. A causa del dur hivern del país, la competició es disputa entre la primavera i l'estiu. És organitzada per la Federació Islandesa de Futbol i està formada per 12 clubs.
Cada club s'enfronta a l'altre a doble volta (anada i tornada). Al final de la temporada els dos darrers perden la categoria i baixen a la 1. deild karla (primera divisió), mentre que els dos primers d'aquesta competició pugen a la màxima categoria. Va néixer l'any 1912 com a Campionat d'Islàndia. El 2008 la categoria s'augmentà a 12 equips. Entre 2019 i 2021 fou coneguda com Pepsi Max deildin per patrocini. El 24 de febrer de 2022 adoptà el nom Besta deild karla.

## Historial
Font:
- 1912:  KR Reykjavík (1)
- 1913:  Fram Reykjavík (1) [a]
- 1914:  Fram Reykjavík (2) [a]
- 1915:  Fram Reykjavík (3)
- 1916:  Fram Reykjavík (4)
- 1917:  Fram Reykjavík (5)
- 1918:  Fram Reykjavík (6)
- 1919:  KR Reykjavík (2)
- 1920:  Víkingur Reykjavík (1)
- 1921:  Fram Reykjavík (7)
- 1922:  Fram Reykjavík (8)
- 1923:  Fram Reykjavík (9)
- 1924:  Víkingur Reykjavík (2)
- 1925:  Fram Reykjavík (10)
- 1926:  KR Reykjavík (3)
- 1927:  KR Reykjavík (4)
- 1928:  KR Reykjavík (5)
- 1929:  KR Reykjavík (6)
- 1930:  Valur Reykjavík (1)
- 1931:  KR Reykjavík (7)
- 1932:  KR Reykjavík (8)
- 1933:  Valur Reykjavík (2)
- 1934:  KR Reykjavík (9)
- 1935:  Valur Reykjavík (3)
- 1936:  Valur Reykjavík (4)
- 1937:  Valur Reykjavík (5)
- 1938:  Valur Reykjavík (6)
- 1939:  Fram Reykjavík (11)
- 1940:  Valur Reykjavík (7)
- 1941:  KR Reykjavík (10)
- 1942:  Valur Reykjavík (8)
- 1943:  Valur Reykjavík (9)
- 1944:  Valur Reykjavík (10)
- 1945:  Valur Reykjavík (11)
- 1946:  Fram Reykjavík (12)
- 1947:  Fram Reykjavík (13)
- 1948:  KR Reykjavík (11)
- 1949:  KR Reykjavík (12)
- 1950:  KR Reykjavík (13)
- 1951:  ÍA Akranes (1)
- 1952:  KR Reykjavík (14)
- 1953:  ÍA Akranes (2)
- 1954:  ÍA Akranes (3)
- 1955:  KR Reykjavík (15)
- 1956:  Valur Reykjavík (12)
- 1957:  ÍA Akranes (4)
- 1958:  ÍA Akranes (5)
- 1959:  KR Reykjavík (16)
- 1960:  ÍA Akranes (6)
- 1961:  KR Reykjavík (17)
- 1962:  Fram Reykjavík (14)
- 1963:  KR Reykjavík (18)
- 1964:  ÍBK Keflavík (1)
- 1965:  KR Reykjavík (19)
- 1966:  Valur Reykjavík (13)
- 1967:  Valur Reykjavík (14)
- 1968:  KR Reykjavík (20)
- 1969:  ÍBK Keflavík (2)
- 1970:  ÍA Akranes (7)
- 1971:  ÍBK Keflavík (3)
- 1972:  Fram Reykjavík (15)
- 1973:  ÍBK Keflavík (4)
- 1974:  ÍA Akranes (8)
- 1975:  ÍA Akranes (9)
- 1976:  Valur Reykjavík (15)
- 1977:  ÍA Akranes (10)
- 1978:  Valur Reykjavík (16)
- 1979:  ÍBV Vestmannaeyjar (1)
- 1980:  Valur Reykjavík (17)
- 1981:  Víkingur Reykjavík (3)
- 1982:  Víkingur Reykjavík (4)
- 1983:  ÍA Akranes (11)
- 1984:  ÍA Akranes (12)
- 1985:  Valur Reykjavík (18)
- 1986:  Fram Reykjavík (16)
- 1987:  Valur Reykjavík (19)
- 1988:  Fram Reykjavík (17)
- 1989:  KA Akureyri (1)
- 1990:  Fram Reykjavík (18)
- 1991:  Víkingur Reykjavík (5)
- 1992:  ÍA Akranes (13)
- 1993:  ÍA Akranes (14)
- 1994:  ÍA Akranes (15)
- 1995:  ÍA Akranes (16)
- 1996:  ÍA Akranes (17)
- 1997:  ÍBV Vestmannaeyjar (2)
- 1998:  ÍBV Vestmannaeyjar (3)
- 1999:  KR Reykjavík (21)
- 2000:  KR Reykjavík (22)
- 2001:  ÍA Akranes (18)
- 2002:  KR Reykjavík (23)
- 2003:  KR Reykjavík (24)
- 2004:  FH Hafnarfjörður (1)
- 2005:  FH Hafnarfjörður (2)
- 2006:  FH Hafnarfjörður (3)
- 2007:  Valur Reykjavík (20)
- 2008:  FH Hafnarfjörður (4)
- 2009:  FH Hafnarfjörður (5)
- 2010:  Breiðablik Kopavogur (1)
- 2011:  KR Reykjavík (25)
- 2012:  FH Hafnarfjörður (6)
- 2013:  KR Reykjavík (26)
- 2014:  Stjarnan (1)
- 2015:  FH Hafnarfjörður (7)
- 2016:  FH Hafnarfjörður (8)
- 2017:  Valur Reykjavík (21)
- 2018:  Valur Reykjavík (22)
- 2019:  KR Reykjavík (27)
- 2020:  Valur Reykjavík (23) [b]
- 2021:  Víkingur Reykjavík (6)
- 2022:  Breiðablik Kopavogur (2)
- 2023:  Víkingur Reykjavík (7)
- 2024:  Breiðablik Kopavogur (3)

## Palmarès

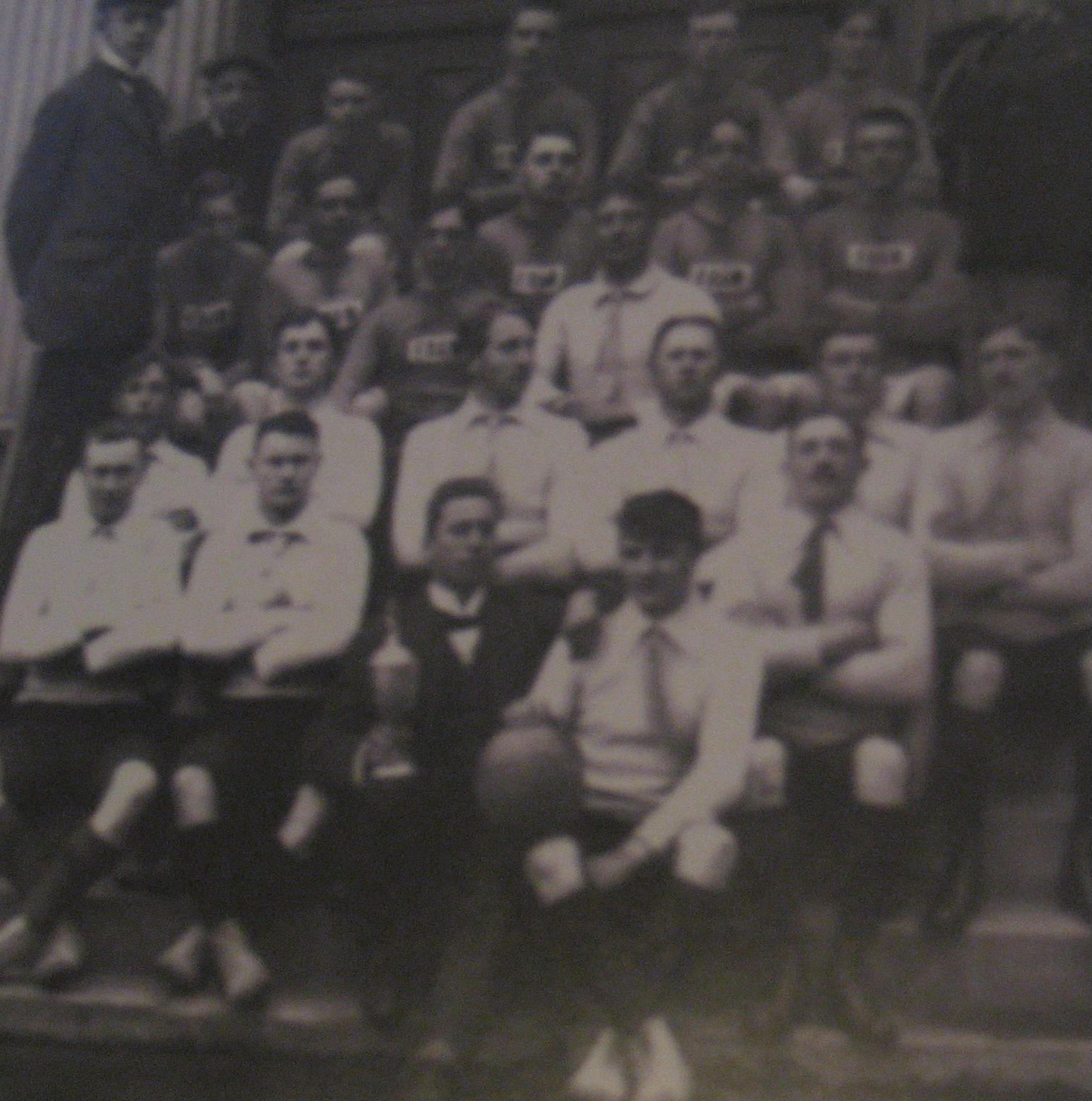
Equips del KR i FRAM l'any 1912.

| Equip                | Títols | Primer títol | Darrer títol |
| -------------------- | ------ | ------------ | ------------ |
| KR Reykjavík         | 27     | 1912         | 2019         |
| Valur Reykjavík      | 23     | 1930         | 2020         |
| Fram Reykjavík       | 18     | 1913         | 1990         |
| ÍA Akranes           | 18     | 1951         | 2001         |
| FH                   | 8      | 2004         | 2016         |
| Víkingur Reykjavik   | 7      | 1920         | 2023         |
| Keflavík             | 4      | 1964         | 1973         |
| ÍBV Vestmannaeyjar   | 3      | 1979         | 1998         |
| Breiðablik Kopavogur | 3      | 2010         | 2024         |
| KA Akureyri          | 1      | 1989         | 1989         |
| Stjarnan             | 1      | 2014         | 2014         |